# Поромбка-Ушевська
Поромбка-Ушевська (пол. Porąbka Uszewska) — село в Польщі, у гміні Дембно Бжеського повіту Малопольського воєводства.
Населення — 1281 особа (2011).
У 1975-1998 роках село належало до Тарновського воєводства.

## Демографія
Демографічна структура станом на 31 березня 2011 року:
|          | Загалом | Допрацездатний вік | Працездатний вік | Постпрацездатний вік |
| -------- | ------- | ------------------ | ---------------- | -------------------- |
| Чоловіки | 623     | 141                | 406              | 76                   |
| Жінки    | 658     | 137                | 363              | 158                  |
| Разом    | 1281    | 278                | 769              | 234                  |